# Zum Goldenen Hirsch (Limburg an der Lahn)

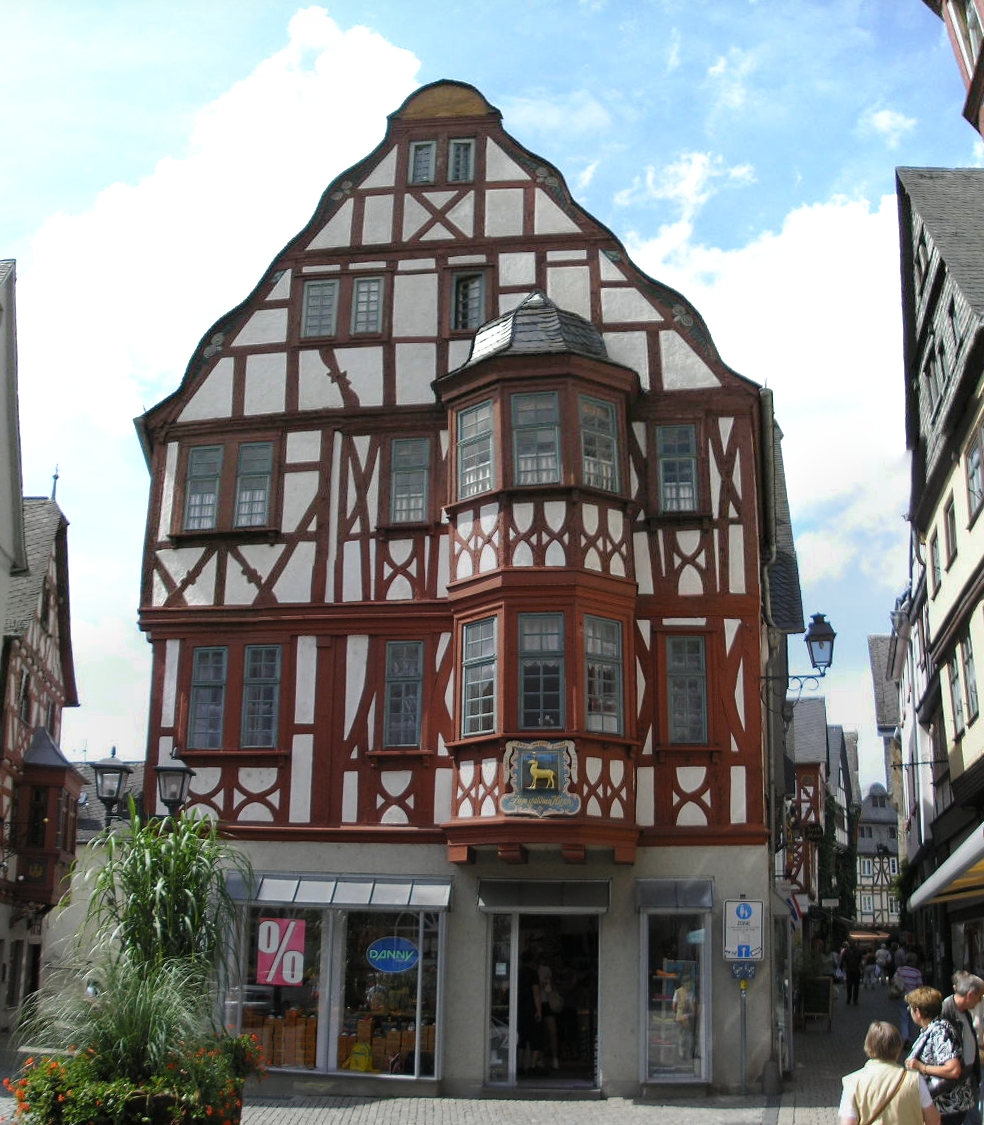
Das Haus Zum goldenen Hirsch im Sommer 2008

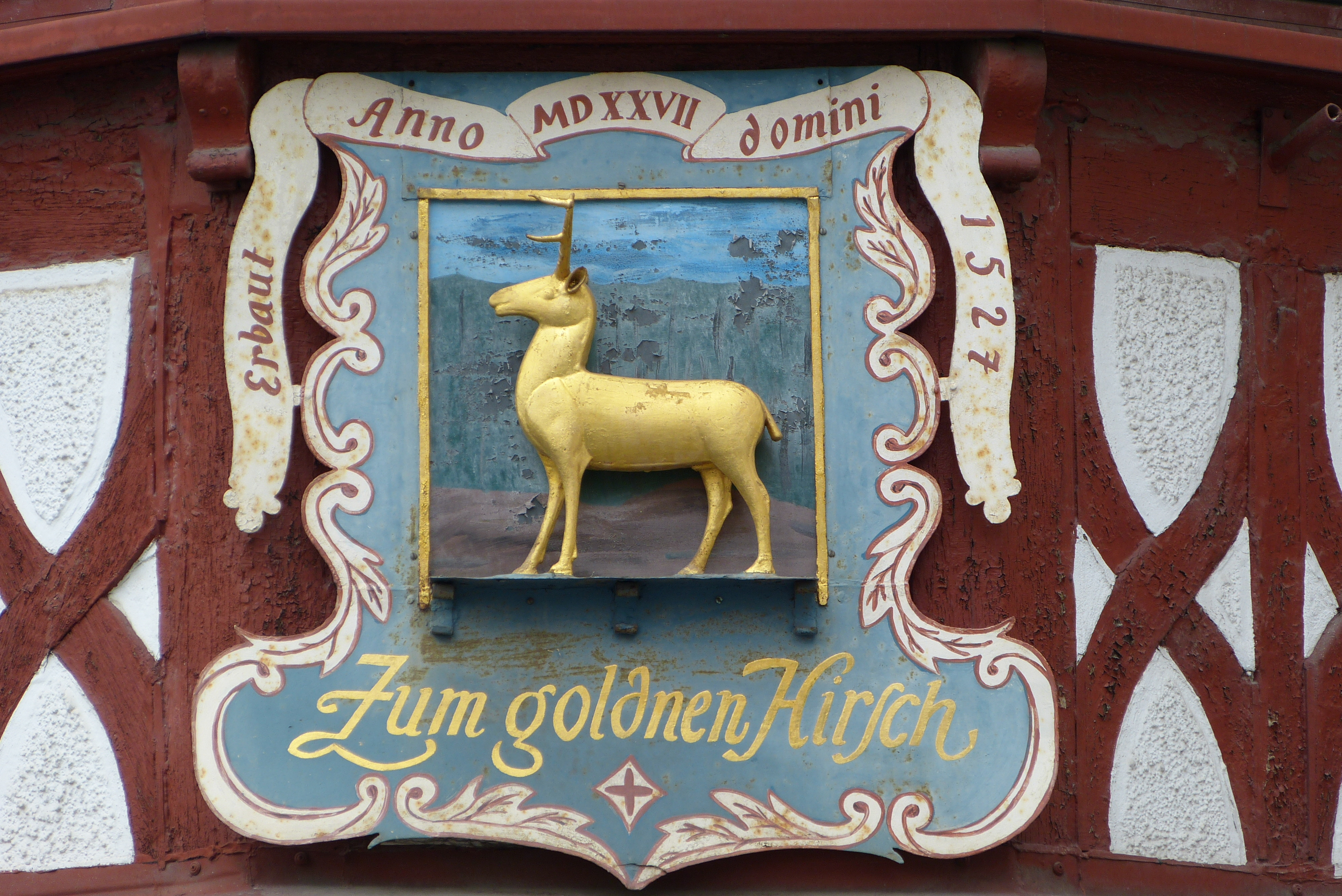
Wirtshausschuld mit Inschrift Zum goldnen Hirsch

Das Haus Zum Goldenen Hirsch ist ein ehemaliges Gasthaus am Kornmarkt in Limburg an der Lahn, Hessen.
Der Kernbau entstand um 1500, bereits aus dieser Zeit stammt der Polygonalerker in Richtung Kornmarkt. Seit 1527 wurde das Gebäude als Gasthaus Zum goldnen Hirsch geführt, hiervon zeugt das heute noch erhaltene Wirtshausschild, urkundlich sicher erwähnt wurde es 1590 als Eigentum des Peter aus Trier. Nach mehreren Besitzerwechseln wurde das Haus 1812 von Friedrich Fachinger ersteigert.
Der Gastwirtschaftsbetrieb wurde in der ersten Hälfte des 20. Jahrhunderts aufgegeben, seither wird das Erdgeschoss als Ladenfläche genutzt. Von 1990 bis 1993 wurde das Gebäude kernsaniert.
Die Fassaden des Hauses stehen unter Denkmalschutz und sind Bestandteil der Gesamtanlage Altstadt und Frankfurter Vorstadt.